# Koninklijke Route (Warschau)

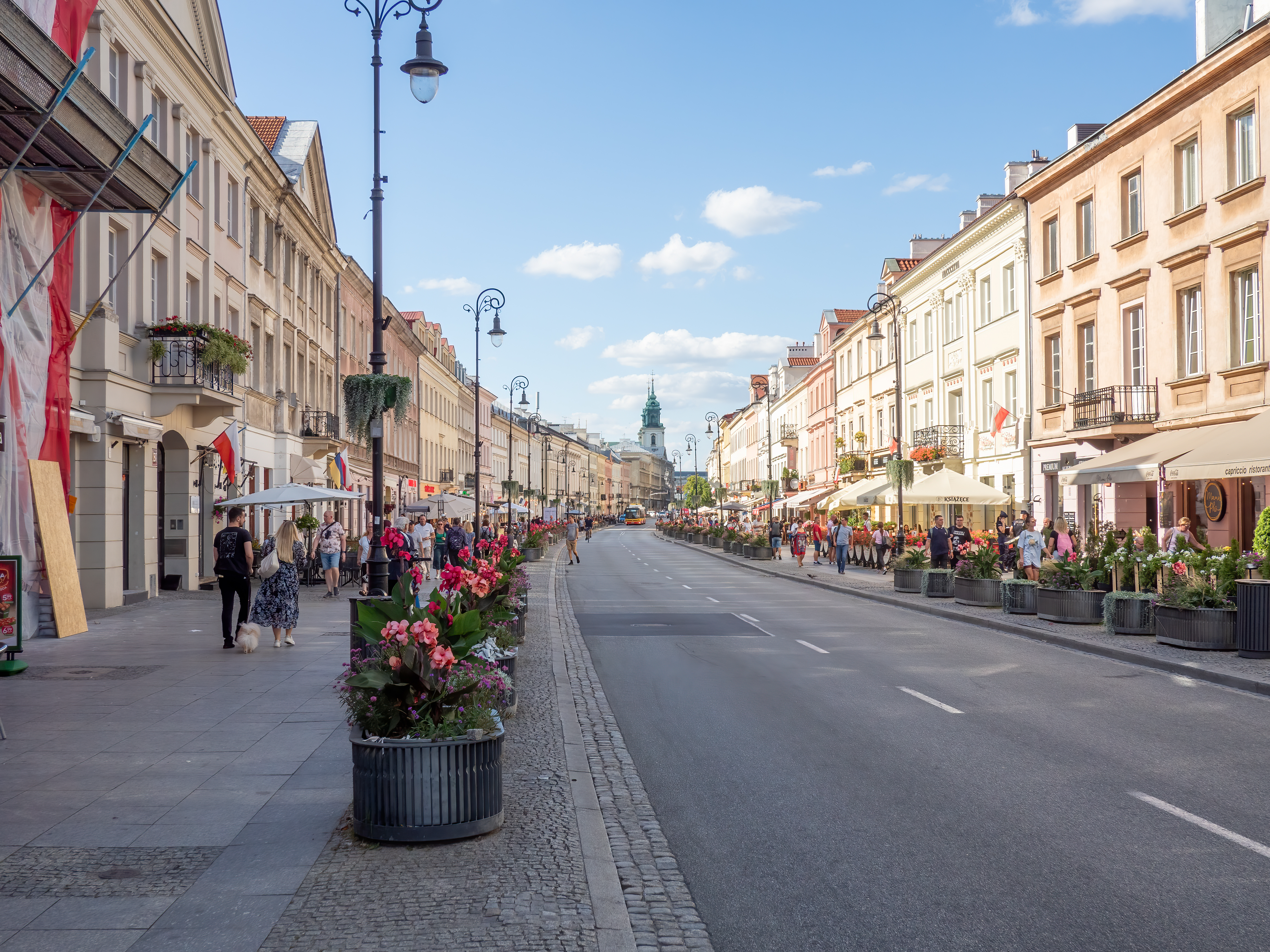
Zicht op de route:Ulica Nowy Świat

De Koninklijke Route (Pools: Trakt Królewski) was een uitvalsroute door de Poolse hoofdstad Warschau vanuit de Oude stad richting het zuiden. Tegenwoordig is de route opgedeeld in verschillende wegen.
De Koninklijke route begint bij het Slotplein (Plac Zamkowy) en gaat via de straten Krakowskie Przedmieście, ulica Nowy Świat, Aleje Ujazdowskie, ulica Belwederska en ulica Sobieskiego naar het district Wilanów, alwaar het Wilanówpaleis staat, hetgeen een zomerresidentie was van Jan III Sobieski.

## Bezienswaardigheden
De route loopt langs de volgende bezienswaardigheden:
- Krakowskie Przedmieście, straat
- Sint-Annakerk
- pałac Tyszkiewiczów w Warszawie, paleis
- Karmelietenkerk, kerk
- Presidentieel paleis, paleis
- Potockipaleis, paleis
- Heilig Kruiskerk, kerk
- Pałac Kazimierzowski, paleis
- Ulica Nowy Świat, straat
- Visitandinnenkerk (Warschau), kerk
- Staszicpaleis, paleis

- Zachęta, kunstgalerie
- Plac Trzech Krzyży, plein
- Alexanderkerk, kerk
- Aleje Ujazdowskie, boulevard
- Park Ujazdowski, park
- Zamek Ujazdowski, paleis
- Park Łazienkowski, park
- Łazienkipaleis, paleis
- Belvedèrepaleis, paleis
- Ulica Szucha
- Wilanówpaleis